# Vermut
A vermut (franciául: vermouth) vagy ürmösbor olyan likőrbor, melyet fehér üröm vagy bárányüröm mellett egyéb füvekkel, fűszerekkel ízesítenek (például kis ezerjófű, fahéj, koriandertermés, keserű narancs héja, szegfűszegvirág, bodzavirág, kálmosgyökér, örménygyökér). Egyes vermutok édesítettek, az édesítetlen, vagy száraz vermut általában kesernyés. A turini Antonio Benedetto Carpanót tartják a kifejlesztőjének. Az italt 1786-ban „vermouth”-nak nevezte el, mert a fehér ürömmel és bárányürömmel ízesített német ürmösborok ihlették, mely növények azóta az abszint összetevőiként híresültek el.
A mai német Wermut szó (melyet Carpano idejében „Wermuth”-nak írtak) egyaránt jelenti a fehér ürmöt és az ürmösbort. Az ital ízesítése eredetileg arra szolgált, hogy az olcsó borok nyers ízeit elfedje, és enyhén gyógyfüves, frissítő ízt kölcsönözzön az italnak.

## Története
A bélférgek ellen gyakran használt fehér ürmöt már Pitagorasz korában is borba és sörbe áztatták, Hippokratész pedig egyéb gyógynövények mellett már frissítő és gyógyító kezelésekhez is használta. A házi vermut elterjedt volt a késő 17. századi Itália Piemont tartományában, majd Carpano üzleti bemutatkozása után Torinóban kezdődött meg ipari előállítása. A Cinzano család 1816-ban, a Martini & Rossi 1863-ban kezdte a termelést.
A 19–20. század fordulóján az abszinthoz hasonlóan súlyos vádak érték növényi összetevői miatt, melyeknek akkoriban erős mérgező hatást tulajdonítottak, de ezek a bírálatok nem tudták megakadályozni, hogy egyre népszerűbb itallá váljon a vermut.

## Előállítása
Házilag is elkészíthető, ilyenkor a fűszereket általában beleáztatják az égetett szesszel felerősített fehérborba, majd később leszűrik. Üzemi előállítása ennél jóval összetettebb: a fűszerekből erős alkoholos oldattal készítenek kivonatot, amit aztán ülepítenek, érlelnek és finomítanak, illetve egyes vermutfajtáknál lepárolnak. Az ital összetevőinek (borok, kivonatok, etil-alkohol, cukor, esetleg karamell) keverése különös gonddal történik, és az ital többféle szűrésen megy át. Palackozás előtt érlelik és stabilizálják.

## Felhasználása
Amellett, hogy gyakori koktél-alapanyag, a vermut jól használható a konyhában fehérbor helyett. Szeszfokát hozzáadott alkohollal növelik, alkoholtartalma 16-18% és emiatt szobahőmérsékleten is eláll. Egyes kritikusok szerint azonban azonban felbontás után oxidálódni kezd és a hetek folyamán megváltozik az íze, ezért az italnak szánt vermutot érdemes hűtőben tartani és egy hónapon belül elfogyasztani.

## Típusok

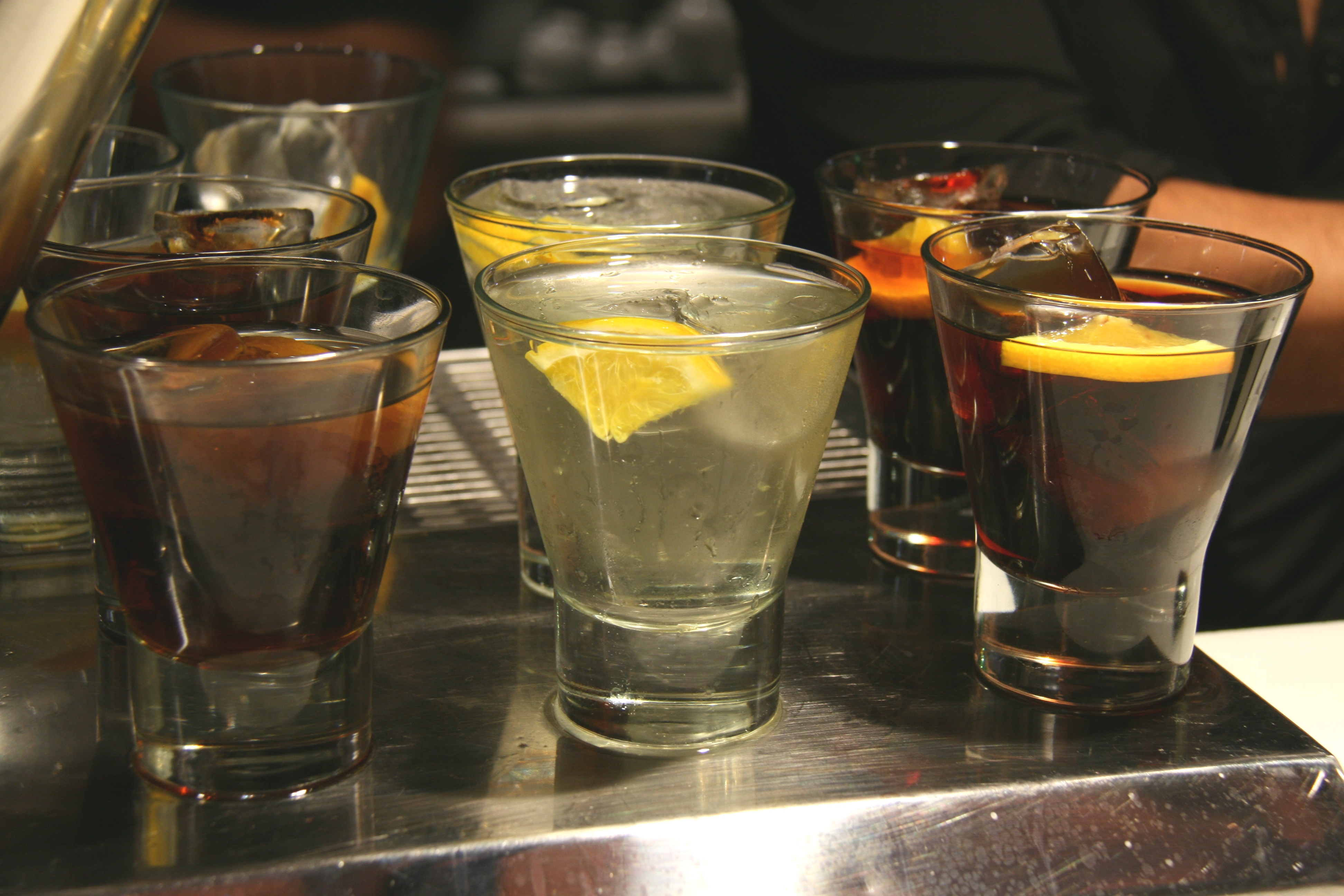
Különböző vermutok jéggel, citrommal

Általában három fajtáját különböztetjük meg a vermutoknak, a legszárazabbtól a legédesebbig: extra dry, bianco vagy white, és sweet vagy red. Az édes és a száraz vermutot aperitifként sokszor magában isszák, vagy Manhattan koktélban. A száraz fehér vermut leginkább koktélok alapanyaga. A „vörös” (édes) vermutokat sokszor olasz vermutnak nevezik, a fehéreket pedig franciának, habár mindkét területen gyártják mindkét típust.
Ismertebb márkái a Martini, Cinzano, Carpano, Chambéry, Gancia és a Noilly Prat.

## Vermuttal készülő koktélok
A mai martini koktél elődjének is tekinthető vermutkoktél, mely 1869-ben jelent meg először nyomtatott formában, hűtött vermut volt, melyet citromhéjjal díszítettek, és néha egy kevés keserű likőrrel erősítettek meg. A 20. század közepére viszont a gin vagy vodka hozzáadásával divatba jött a szárazabb martini, melyhez sok helyütt alig, vagy egyáltalán nem adnak vermutot.
Egyéb ismertebb vermutos koktélok pl. a Bronx (gin, édes vermut, száraz vermut, narancslé), Manhattan (rozs- vagy kanadai whisky, édes vermut és Angostura keserű), Negroni (egyenlő rész gin, édes vermut és Campari), a Satan's Whiskers (gin, száraz vermut, édes vermut, narancslé, narancslikőr, narancs keserű), vagy a Kubában egykor divatos El Presidente (rum, curaçao, vermut).

## Magyar ürmösborok
A Hajós–Bajai borvidéken édes ürmösbort állítanak elő, míg Badacsonyi borvidéken félszáraz ürmösbort készítenek.[forrás?]
A Garrone magyarországi üzemeiben is készülnek vermutok, ezek azonban olasz jellegűek.

## Fordítás
- Ez a szócikk részben vagy egészben  a   Vermouth című angol Wikipédia-szócikk ezen változatának fordításán alapul.  Az eredeti cikk szerkesztőit annak laptörténete sorolja fel. Ez a jelzés csupán a megfogalmazás eredetét és a szerzői jogokat jelzi, nem szolgál a cikkben szereplő információk forrásmegjelöléseként.